# The Game Awards 2020
Les Games Awards 2020 sont l'édition des Game Awards qui se tient le 10 décembre 2020 et qui distingue des jeux vidéo sortis dans l'année 2020. Du fait de la pandémie de Covid-19, la cérémonie se tient pour la première fois seulement sur Internet, et elle est virtuellement présentée par Geoff Keighley.

## Organisation
À cause de la pandémie de Covid-19, le créateur de la cérémonie Geoff Keighley indique ne pas vouloir tenir une cérémonie classique pour 2020 pour éviter tout risque de contamination. Il travaille donc avec les partenaires de la cérémonie pour établir une organisation en ligne. La cérémonie se fait à travers trois antennes situées à Londres, Los Angeles et Tokyo, qui accueillent les membres de l'équipe technique, les invités d'honneur et les lauréats des prix,.
La cérémonie est retransmise sur 45 plateformes de streaming et accompagnée de dispositifs de ventes de jeux sur différentes boutiques en ligne.
Durant la semaine précédant la cérémonie, différents invités sont annoncés : Tom Holland, Gal Gadot, Troy Baker, Stephen A. Smith , Reggie Fils-aimé, Christopher Nolan, Jacksepticeye, Josef Fares, Nolan North, John David Washington, Keanu Reeves et Brie Larson viennent chacun remettre un prix. Eddie Veder et Lyn Inaizumi effectueront une prestation musicale en live.
Une pré-cérémonie a lieu comme tous les ans et est présentée par Sydnee Goodman.

## Présentation de jeux
En plus des récompenses, des annonces sur des jeux existants et des nouveaux ont été faites. Des nouvelles ont été données concernant Sea of Solitude, Myst, Nier Replicant, Super Smash Bros. Ultimate, Back 4 Blood, Forza Horizon 4, Warhammer 40,000: Darktide, Disco Elysium, Overcooked: All You Can Eat, Dragon Age  4, Warframe, Call of Duty: Black Ops Cold War, Fall Guys: Ultimate Knockout, Outriders, It Takes Two, Returnal, Microsoft Flight Simulator, Super Meat Boy Forever, The Elder Scrolls Online, Star Wars: Tales from the Galaxy's Edge, Oddworld: Soulstorm, Monster Hunter Rise, Scarlet Nexus, Among Us et Fortnite.
Les nouveaux jeux annoncés durant la cérémonie sont :
- Ark II
- Century: Age of Ashes
- Crimson Desert
- Endless Dungeon
- Evil Dead: The Game
- Evil West
- F.I.S.T
- Ghosts 'n Goblins Resurrection
- Loop Hero
- Mass Effect
- Open Roads
- Perfect Dark
- Road 96
- Season
- Shady Part of Me
- Tchia
- The Callisto Protocol
- We Are OFK (en)

## Palmarès
Une nouvelle catégorie est ajoutée à partir de cette édition, il s'agit de la catégorie "Innovation pour l'accessibilité". La dernière catégorie "Jeu le plus attendu" sera votée exclusivement par le public sur Twitter. Les nominations sont révélées le 18 novembre 2020,.
| Meilleur jeu | Meilleure réalisation |
| --- | --- |
| - The Last of Us Part II - Naughty Dog/Sony Interactive Entertainment - Doom Eternal - ID Software/Bethesda - Final Fantasy VII Remake - Square Enix - Ghost of Tsushima - Sucker Punch Productions/Sony Interactive Entertainment - Hades - Supergiant Games - Animal Crossing : New Horizons - Nintendo | - The Last of Us Part II - Naughty Dog/Sony Interactive Entertainment - Final Fantasy VII Remake - Square Enix - Ghost of Tsushima - Sucker Punch Productions/Sony Interactive Entertainment - Hades - Supergiant Games - Half-Life : Alyx - Valve                                                                                              |
| Meilleur jeu en évolution | Meilleure narration |
| - No Man's Sky - Hello Games - Apex Legends - Respawn Entertainment/Electronic Arts - Fortnite - Epic Games - Destiny 2 - Bungie - Call of Duty: Warzone - Infinity Ward/Raven Software/Activision | - The Last of Us Part II - Naughty Dog/Sony Interactive Entertainment - Final Fantasy VII Remake - Square Enix - Ghost of Tsushima - Sucker Punch Productions/Sony Interactive Entertainment - Hades - Supergiant Games - 13 Sentinels: Aegis Rim - Vanillaware/Atlus                                                                           |
| Meilleure direction artistique | Meilleure musique |
| - Ghost of Tsushima - Sucker Punch Productions/Sony Interactive Entertainment - Final Fantasy VII Remake - Square Enix - Hades - Supergiant Games - The Last of Us Part II - Naughty Dog/Sony Interactive Entertainment - Ori and the Will of the Wisps - Moon Studios/Xbox Game Studios | - Final Fantasy VII Remake - Square Enix - Doom Eternal - ID Software/Bethesda - Hades - Supergiant Games - The Last of Us Part II - Naughty Dog/Sony Interactive Entertainment - Ori and the Will of the Wisps - Moon Studios/Xbox Game Studios                                                                                                |
| Meilleur design audio | Meilleure performance d'acteur |
| - The Last of Us Part II - Naughty Dog/Sony Interactive Entertainment - Doom Eternal - ID Software/Bethesda - Half-Life : Alyx - Valve - Ghost of Tsushima - Sucker Punch Productions/Sony Interactive Entertainment - Resident Evil 3 - Capcom | - The Last of Us Part II - Laura Bailey pour Abby - The Last of Us Part II - Ashley Johnson pour Ellie - Ghost of Tsushima - Daisuke Tsuji pour Jin Sakai - Hades - Logan Cunningham pour Hades - Marvel’s Spider-Man: Miles Morales - Nadji Jeter pour Miles Morales                                                                           |
| Meilleur jeu à message positif (Games for Impact) | Meilleur jeu indépendant |
| - Tell Me Why - Dontnod Entertainment/Xbox Game Studios - If Found... - Dreamfeel/Annapurna Interactive - Kentucky Route Zero: TV Edition - Cardboard Computer/Annapurna Interactive - Spiritfarer - Thunder Lotus Games - Through the Darkest of Times - Paintbucket Games/HandyGames | - Hades - Supergiant Games - Carrion - Phobia Game Studio/Devolver Digital - Fall Guys: Ultimate Knockout - Mediatonic/Devolver Digital - Spelunky 2 - Mossmouth - Spiritfarer - Thunder Lotus Games |
| Meilleur jeu mobile | Meilleur jeu VR/AR |
| - Among Us - InnerSloth - Call of Duty : Mobile - TiMi Studios/Activision - Genshin Impact - MiHoYo - Legends of Runeterra - Riot Games - Pokémon Cafe Mix - Genius Sonority/The Pokémon Company | - Half-Life : Alyx - Valve - Dreams - Media Molecule/Sony Interactive Entertainment - Marvel's Iron Man VR - Camouflaj/Sony Interactive Entertainment - Star Wars : Squadrons - Motive Studios/Electronic Arts - The Walking Dead: Saints & Sinners - Skydance Interactive                                                                      |
| Meilleure innovation en termes d'accessibilité | Meilleur jeu d'action |
| - The Last of Us Part II - Naughty Dog/Sony Interactive Entertainment - Assassin's Creed Valhalla - Ubisoft Montréal/Ubisoft - Grounded - Obsidian Entertainment/Xbox Game Studios - HyperDot (en) - Tribe Games - Watch Dogs Legion - Ubisoft Toronto/Ubisoft | - Hades - Supergiant Games - Doom Eternal - ID Software/Bethesda - Half-Life : Alyx - Valve - Nioh 2 - Team Ninja - Street of Rage 4 - DotEmu |
| Meilleur jeu d'action/aventure | Meilleur RPG |
| - The Last of Us Part II - Naughty Dog/Sony Interactive Entertainment - Assassin's Creed Valhalla - Ubisoft Montréal/Ubisoft - Ghost of Tsushima - Sucker Punch Productions/Sony Interactive Entertainment - Ori and the Will of the Wisps - Moon Studios/Xbox Game Studios - Marvel’s Spider-Man: Miles Morales - Insomniac Games/Sony Interactive Entertainment - Star Wars Jedi: Fallen Order - Respawn Entertainment/Electronic Arts | - Final Fantasy VII Remake - Square Enix - Genshin Impact - MiHoYo - Persona 5 Royal - Atlus - Wasteland 3 - inXile Entertainment/Deep Silver - Yakuza: Like a Dragon - Ryū ga Gotoku Studio/Sega |
| Meilleur jeu de combat | Meilleur jeu pour la famille |
| - Mortal Kombat 11 Ultimate - NetherRealm/Warner Bros. Interactive Entertainment - Granblue Fantasy: Versus - Arc System Works/Cygames/Marvelous USA - Street Fighter V: Champion Edition - Dimps/Capcom - One Punch Man: A Hero Nobody Knows - Spike Chunsoft/Bandai Namco - UNDER NIGHT IN-BIRTH Exe: Late[cl-r] - French Bread/Arc System Works/Aksys                                                                                 | - Animal Crossing : New Horizons - Nintendo - Fall Guys: Ultimate Knockout - Mediatonic/Devolver Digital - Crash Bandicoot 4: It’s About Time - Toys for Bob/Activision - Mario Kart Live: Home Circuit - Velan Studios/Nintendo - Minecraft Dungeons - Mojang/Xbox Game Studios - Paper Mario: The Origami King - Intelligent Systems/Nintendo |
| Meilleur jeu de stratégie/simulation | Meilleur jeu de sport/course |
| - Microsoft Flight Simulator - Asobo/Xbox Game Studios - Crusader Kings 3 - Paradox Development Studio - Desperados III - Mimimi Games/THQ Nordic - Gears Tactics - Splash Damage/The Coalition/Xbox Game Studios - XCOM: Chimera Squad - Firaxis/2K Games | - Tony Hawk’s Pro Skater 1+2 - Vicarious Visions/Activision - Dirt 5 - Codemasters - F1 2020 - Codemasters - FIFA 21 - EA Vancouver/EA Sports - NBA 2K21 - Visual Concepts/2K Games |
| Meilleur jeu multijoueur | Meilleur premier jeu indépendant |
| - Among Us - InnerSloth - Animal Crossing : New Horizons - Nintendo - Call of Duty: Warzone - Infinity Ward/Raven Software/Activision - Fall Guys: Ultimate Knockout - Mediatonic/Devolver Digital - Valorant - Riot Games | - Phasmophobia - Kinetic Games - Carrion - Phobia Game Studio/Devolver Digital - Mortal Shell - Cold Symmetry/Playstack - Raji: An Ancient Epic - Nodding Heads Games/Super.com - Röki (en) - Polygon Treehouse/United Label/CI Games |
| Meilleur lien avec sa communauté | Meilleur jeu E-Sport |
| - Fall Guys: Ultimate Knockout - Mediatonic/Devolver Digital - Apex Legends - Respawn Entertainment/Electronic Arts - Destiny 2 - Bungie - Valorant - Riot Games - Fortnite - Epic Games - No Man’s Sky - Hello Games | - League of Legend - Riot Games - Counter-Strike : Global Offensive - Valve - Valorant - Riot Games - Fortnite - Epic Games - Call of Duty: Modern Warfare - Infinity Ward/Raven Software/Activision |
| Meilleur joueur E-Sport | Meilleure équipe E-sport |
| - Heo “Showmaker” Su - DAMWON - Ian “Crimsix” Porter - Dallas Empire - Kim “Canyon” Geon-bu - DAMWON - Anthony “Shotzzy” Cuevas-Castro - Dallas Empire - Matthieu “ZywOo” Herbaut - Vitality | - G2 Esports - San Francisco Shock - Dallas Empire - DAMWON - Team Secret |
| Créateur de contenu de l'année | Meilleure coach E-sport |
| - Alanah Pearce - Jay Ann Lopez - NickMercs - TimTheTatman - Valkyrae | - Danny “zonic” Sorensen - Astralis - Dae-hee “Crusty” Park - San Francisco Shock - Fabian “Grabbz” Lohmann - G2 Esports - Lee “Zefa” Jae-min - DAMWON - Raymond “rambo” Lussier - Dallas Empire |
| Meilleur événement E-sport | Meilleur commentateur E-sportif |
| - Coupe du monde de League of Legend 2020 - Grande finale de l'Overwatch League 2020 - La Ligue de Call of duty 2020 - Finale du Blast Premier Europe du printemps 2020 - Le tournoi IEM Katowice 2020 | - Eefje « Sjokz » Depoortere - Alex « Goldenboy » Mendez - Alex « Machine » Richardson - James « Dash » Patterson - Jorien « Sheever » van der Heijden |
| Jeu le plus attendu | |
| - Elden Ring - FromSoftware/Bandai Namco - Resident Evil Village - Capcom - Horizon II: Forbidden West - Guerrilla Games/Sony Interactive Entertainment - Halo Infinite - 343 Industries/Xbox Game Studios - God of War: Ragnarök - SIE Santa Monica Studio/Sony Interactive Entertainment - The Legend of Zelda: Tears of the Kingdom - Nintendo                                                                                        | |

Une catégorie spéciale revient cette année, "La voix des joueurs". Cette catégorie, uniquement votée en ligne par les joueurs, prend la forme d'un tournoi se déroulant sur une semaine (du 2 décembre au 8 décembre 2020). Durant le premier tour, Il est demandé aux joueurs de voter pour leur 10 jeux préférés parmi une sélection de 30 jeux, le second tour les joueurs pour 5 jeux parmi les 10 plus nommés lors du premier tour et le troisième tour avec un vote parmi les 5 jeux les plus nommés du second tour,. Le jeu Ghost of Tsushima remporte le prix.  
| La voix des joueurs (1er tour - 2 au 4 décembre) |
| --- |
| Ori and the Will of the Wisps - The Last of Us Part II - Marvel's Spider-man : Miles Morales - Ghost of Tsushima - Assasin's Creed Valhalla - Final Fantasy VII Remake - Hades - Doom Eternal - Fortnite - Among Us - Valorant - League of Legends - Half-Life : Alyx - Animal Crossing : New Horizons - Fall Guys : Ultimate Knockout - Apex Legends - Destiny 2 - Genshin Impact - Minecraft Dungeons - Crash Bandicoot 4 : It's About Time - Phasmophobia - Star Wars : Squadrons - Persona 5 Royal - Bugsnax - Call of Duty : Black Ops Cold War - Demon's Souls - Hyrule Warriors : L'ère du Fléau - Xenoblade Chronicles Defenitive Edition - Garena Free Fire - 13 Sentinels : Aegis Rim |
| La voix des joueurs (2e tour - 4 au 6 décembre) |
| Among Us - Animal Crossing : New Horizons - Demon's Souls - Doom Eternal - Final Fantasy VII Remake - Ghost of Tsushima - Hades - Marvel's Spider-man : Miles Morales - Ori and the Will of the Wisps - The Last of Us : Part II |
| La voix des joueurs (3e tour - 6 au 8 décembre) |
| Doom Eternal - Ghost of Tsushima - Hades - Marvel's Spider-man : Miles Morales - The Last of Us : Part II |

## Statistiques

### Nominations multiples pour les jeux
| Nombres de nominations | Nombres de prix | Jeux                           |
| ---------------------- | --------------- | ------------------------------ |
| 10                     | 7/10            | The Last of Us Part II         |
| 8                      | 2/8             | Hades                          |
| 7                      | 1/7             | Ghost of Tsushima              |
| 6                      | 2/6             | Final Fantasy VII Remake       |
| 4                      | 1/4             | Half-Life : Alyx               |
| 4                      | 1/4             | Fall Guys: Ultimate Knockout   |
| 4                      | 0/4             | Doom Eternal                   |
| 3                      | 1/3             | Animal Crossing : New Horizons |
| 3                      | 0/3             | Ori and the Will of the Wisps  |
| 3                      | 0/3             | Fortnite                       |

### Nominations multiples pour les éditeurs
| Nombres de nominations | Éditeurs                       |
| ---------------------- | ------------------------------ |
| 22                     | Sony Interactive Entertainment |
| 8                      | Xbox Games Studios             |
| 8                      | Supergiant Games               |
| 6                      | Square Enix                    |
| 6                      | Devolver Digital               |
| 6                      | Activision                     |
| 5                      | Valve                          |
| 5                      | Nintendo                       |
| 5                      | Riot Games                     |
| 5                      | Bethesda Game Studios          |